# Эрнандес, Эдвин
Эдвин Вильям Эрнанадес Эррера (исп. Edwin William Hernández Herrera; родился 10 июля 1986 года в Пачука-де-Сото) — мексиканский футболист, опорный полузащитник, в прошлом — игрок сборной Мексики.

## Клубная карьера
Эранадес выпускник футбольной академии клуба «Пачука». После выпуска он немного поиграл за резервную команду. В 2005 году Эдвин перешёл в «Индиос». Первые два сезона он находился в роли запасного, но затем выиграл место в основе. В сезоне 2007/08 Эранадес помог команде выйти в мексиканскую Примеру. 27 июля 2008 года в матче против «Эстудиантес Текос» он дебютировал в Лиге MX. В 2010 году Эдвин на правах аренды перешёл в «Сан-Луис». 18 февраля в поединке против «Пуэблы» он дебютировал за новый клуб. Эдвин не смог выиграть конкуренцию и вскоре вернулся в «Индиос», который к тому времени вылетел из Лиги MX.
Летом 2011 года Эранадес перешёл в клуб Лиги Ассенсо «Леон». 2 октября в поединке против «Ла Пьедада» он дебютировал за новую команду. 5 февраля 2012 года в поединке против Лобос БУАП Эдвин забил свой первый гол за львов. Эранадес помог клубу выйти в мексиканскую Примеру, а в 2013 году стать чемпионом Апертуры. В 2014 году он повторил это достижение.
Летом 2015 года Эдвин перешёл в «Гвадалахару». 25 июля в матче против «Веракруса» он дебютировал за новую команду. 15 января 2017 года в поединке против «Монтеррея» Эрнандес забил свой первый гол за «Гвадалахару». В том же году он помог клубу выиграть чемпионат. В 2018 году Эрнандес стал победителем Лиги чемпионов КОНКАКАФ.

## Международная карьера
30 октября 2013 года в товарищеском матче против сборной Финляндии Эрнандес дебютировал за сборную Мексики.

## Титулы и достижения
- Чемпионат Мексики по футболу (3): Апертура 2013, Клаусура 2014, Клаусура 2017
- Обладатель Кубка Мексики (2): Апертура 2015, Клаусура 2017 (не играл)
- Обладатель Суперкубка Мексики (1): 2016
- Победитель Лиги чемпионов КОНКАКАФ (1): 2018